# Cyrano de Bergerac (pel·lícula de 1900)
Cyrano de Bergerac és una pel·lícula muda en blanc i negre francesa dirigida per Clément Maurice, estrenada el 1900.

## Repartiment
- Benoît-Constant Coquelin: Cyrano de Bergerac

## Producció
Amb una durada de dos minuts, la pel·lícula ocupa l'escenari del duel que, a l'obra, segueix immediatament la diatriba dels nassos. És interpretat per l'actor Benoît-Constant Coquelin, que va crear el paper a l'escenari.
La pel·lícula es va projectar a l'Exposició Universal de París (1900), juntament amb altres pel·lícules de Clément Maurice (incloent Le Duel d'Hamlet amb Sarah Bernhardt). Aquestes pel·lícules van representar una innovació tècnica a l'època: el Phono-Cinéma-Théâtre. Així, com altres d'aquestes pel·lícules, "Cyrano de Bergerac" és en color i amb so sincronitzat a una gravació amb cilindre de cel·lofana.
Aquesta és la primera interpretació del personatge de Cyrano de Bergerac al cinema.